# مايكل كلارك
مايكل كلارك (بالإنجليزية: Michael Clark) هو مصمم رقص وراقص باليه بريطاني، ولد في 2 يوليو 1962 في أبردين في المملكة المتحدة.

## وصلات خارجية
- مايكل كلارك على موقع IMDb (الإنجليزية)
- مايكل كلارك على موقع ألو سيني (الفرنسية)
- مايكل كلارك على موقع أول موفي (الإنجليزية)
- مايكل كلارك على موقع قاعدة بيانات الأفلام السويدية (السويدية)
- مايكل كلارك على موقع قاعدة بيانات الفيلم (الإنجليزية)
- مايكل كلارك على موقع كينوبويسك (الروسية)